# Арахозия
Арахозия е историческа област в Централна Азия, днес на територията на Афганистан и Пакистан.
Областта е сатрапия на Ахеменидското царство, а след това последователно е част от Селевкидското, Партското, Гръко-бактрийското и Индо-скитското царство. Ядрото на областта е долината на река Аргандаб, като в отделни периоди достига на изток, където граничи с Индия, до бреговете на Инд. На север Арахозия граничи с Паропамисада, на запад – с Дрангиана, а на юг – с Гедрозия. Център на областта след завладяването от Македония е град Александрия, днес Кандахар.